# Жири (община)
Община Жири (на словенски: Občina Žiri) е община в Словения. Административен център на общината е Жири. Населението на общината през 2002 година е 4868 души.

## Населени места
Общината има 18 населени места:
- Жири (на словенски: Žiri)
- Брековице (на словенски: Brekovice)
- Брезница при Жирех (на словенски: Breznica pri Žireh)
- Горопеке (на словенски: Goropeke)
- Забрежник (на словенски: Zabrežnik)
- Жировски Връх (на словенски: Žirovski Vrh)
- Изгоре (на словенски: Izgorje)
- Копривник (на словенски: Koprivnik)
- Лединица (на словенски: Ledinica)
- Мързли Връх (на словенски: Mrzli Vrh)
- Опале (на словенски: Opale)
- Осойница (на словенски: Osojnica)
- Подкланец (на словенски: Podklanec)
- Равне при Жирех (на словенски: Ravne pri Žireh)
- Рачева (на словенски: Račeva)
- Село (на словенски: Selo)
- Совра (на словенски: Sovra)
- Ярчя Долина (на словенски: Jarčja Dolina)